# فهرست حزب‌ها در آلمان
فهرست احزاب سیاسی در آلمان (به آلمانی: Liste der politischen Parteien in Deutschland). پارلمان آلمان، بوندستاگ (Bundestag) نظام چندحزبی دارد. احزاب عمده این پارلمان حزب سوسیال دموکرات آلمان (SPD)، اتحادیه دموکرات مسیحی آلمان (CDU) به همراه حزب خواهرخوانده خود اتحادیه سوسیال مسیحی بایرن (CSU) هستند. همچنین احزاب در سطوح مختلف نظام سیاسی آلمان فعال بوده و معمولا هر حزب دارای دفترهایی در سطح محلی، ایالتی، فدرالی و اروپایی هستند.

## احزاب مطرح آلمان در سال ۲۰۲۵
لیست زیر را احزابی تشکیل داده‌اند که در بوندستاگ، پارلمان‌های شهری یا پارلمان اروپا نماینده‌ای داشته یا نزدیک به ۵ درصد آراء انتخابات ده سال اخیر را به دست آورده‌اند.
| لوگو | نام حزب                     | اختصار                              | رهبر حزب                | گرایش                                               |
| ---- | --------------------------- | ----------------------------------- | ----------------------- | --------------------------------------------------- |
|      | حزب سوسیال دموکرات آلمان    | SPD                                 | آندریا نالس             | سوسیال دموکراسی مسیر سوم                            |
|      | اتحادیه دموکرات مسیحی آلمان | CDU                                 | آنه‌گرت کرامپ-کارن باوئر | دموکراسی مسیحی محافظه کاری لیبرال لیبرالیسم اقتصادی |
|      | اتحاد ۹۰/سبزها              | Grüne                               |                         | سیاست‌های سبز                                        |
|      | حزب چپ                      | Die Linke                           |                         |                                                     |
|      | حزب ولت آلمان               | Volt                                |                         |                                                     |
|      | حزب آلترناتیو برای آلمان    | AFD                                 |                         |                                                     |
|      | حزب دموکرات آزاد آلمان      | FDP                                 |                         |                                                     |
|      | اتحادیه سوسیال مسیحی بایرن  | CSU                                 |                         |                                                     |
|      | رای‌دهندگان آزاد             |                                     |                         |                                                     |
|      | انجمن شلسویگ جنوبی          | South Schleswig Voters' Association |                         |                                                     |
|      | ائتلاف زارا واگنکنشت        |                                     |                         |                                                     |
|      | دی پارتای                   |                                     |                         |                                                     |
|      | حزب رفاه حیوانات آلمان      |                                     |                         |                                                     |
|      | حزب طبیعت دموکرات           |                                     |                         |                                                     |
|      | حزب خانواده آلمان           |                                     |                         |                                                     |

## دیگر احزاب آلمان
| لوگو | نام حزب                     | اختصار | رهبر حزب     | گرایش                                                                                     |
| ---- | --------------------------- | ------ | ------------ | ----------------------------------------------------------------------------------------- |
|      | حزب اتحاد سوسیالیستی آلمان  |        |              | کمونیسم مارکسیسم-لنینیسم                                                                  |
|      | حزب بایرن                   |        | فلورین وبر   | جدایی‌خواهی ناحیه‌گرایی ...                                                                 |
|      | حزب پلنگ‌های خاکستری آلمان   |        |              |                                                                                           |
|      | حزب خانواده آلمان           |        |              |                                                                                           |
|      | حزب دموکرات ملی آلمان       |        | فرانک فرانتس | راست گرایی افراطی ، ناسیونالیسم ملی، ضد سامی، نئونازی، مخالف اتحادیه اروپا ، انتقام گرایی |
|      | حزب رایش سوسیالیست          |        |              |                                                                                           |
|      | حزب فمینیست آلمان           |        |              |                                                                                           |
|      | حزب کمونیست آلمان           |        |              |                                                                                           |
|      | حزب کمونیست آلمان           |        |              |                                                                                           |
|      | حزب کمونیست آلمان ۱۹۱۸      |        |              |                                                                                           |
|      | حزب مارکسیست لنینیست آلمان  |        |              |                                                                                           |
|      | حزب مرکز                    |        |              |                                                                                           |
|      | حزب مرکزی آلمان             |        |              |                                                                                           |
|      | حزب مسیحیان وفادار به انجیل |        |              |                                                                                           |
|      | حزب کارگران آزاد آلمان      |        |              |                                                                                           |
|      | جبهه ملی آلمان              |        |              |                                                                                           |